# Марклоэ
Марклоэ (нем. Marklohe) — община в Германии, в земле Нижняя Саксония.
Входит в состав района Нинбург (Везер). Подчиняется управлению Марклоэ. Население составляет 4440 человек (на 31 декабря 2010 года). Занимает площадь 32,94 км².
| Год  | Население |
| ---- | --------- |
| 1990 | 3962      |
| 1995 | 4263      |
| 2000 | 4418      |
| 2005 | 4471      |
| 2010 | 4413      |